# Yakov Springer
Yakov Springer (Kalisz, 10 de junio de 1921 - Fürstenfeldbruck, 6 de septiembre de 1972) fue un árbitro israelí que viajó con la comitiva israelí a Múnich para asistir a los Juegos Olímpicos. Junto con otros 10 atletas y entrenadores, fue tomado como rehén y luego asesinado por terroristas palestinos de Septiembre Negro en la llamada masacre de Múnich.
Creció en Polonia y huyó a la Unión Soviética a los 18 años después de que las tropas alemanas asaltaran su tierra natal en septiembre de 1939. Sobrevivió a la Segunda Guerra Mundial en Moscú. Toda su familia (hermanos y padres, ambos nacidos en Alemania) fueron asesinados. En 1940 llegó a vivir en el gueto de Varsovia; cuando se construyó, sin embargo, ya estaba en la capital moscovita.
En Moscú conoció a su futura esposa Rosa. Después de la guerra se mudó con ella a Varsovia, donde él, como único judío de su generación, asistió a la academia deportiva. Luego ocupó un puesto en el Ministerio de Deportes de Polonia antes de mudarse a Israel con su esposa y sus dos hijos en 1957. Ya en Israel fue un pionero en el campo del levantamiento de pesas, trabajando tanto como entrenador como de árbitro. En esta última capacidad, fue invitado a los Juegos Olímpicos de Verano de 1964 (Tokio y 1968 (Ciudad de México).
Cuando se supo que competiría en la cita olímpica de Múnich de 1972, y según el testimonio de su hija, luchó con sentimientos encontrados. Por un lado, no podía olvidar que los alemanes habían arrasado con su familia, por otro lado, sentía su participación en los juegos como un gesto simbólico de resistencia y triunfo, ya que los nacionalsocialistas no habían logrado matarlo también.
Como el resto de sus compañeros, descansaba en los apartamentos del número 31 de Connollystraße, en la Villa Olímpica. En las primeras horas de la mañana del 5 de septiembre de 1972, terroristas palestinos de la organización Septiembre Negro irrumpieron en los cuarteles del equipo israelí y mataron al entrenador Moshe Weinberg y al levantador de pesas Yossef Romano. Tomaron como rehenes a Springer y otros ocho miembros de la delegación israelí. Durante el fallido intento de rescate en el aeródromo de Fürstenfeldbruck, Springer murió a la edad de 51 años por la ráfaga de balas ejecutada por sus secuestradores.
Los informes de The New York Times expresaron que tanto Springer como el también árbitro Yossef Gutfreund actuaron como fuerzas de seguridad secretas para el equipo israelí en Múnich, algo que rechazaron funcionarios israelíes de su comité olímpico.